# Matrix-Metalloproteasen
Matrix-Metalloproteasen (MMP) sind eine Gruppe verwandter Enzyme, die die Spaltung von Peptidbindungen in Proteinen katalysieren (so genannte Peptidasen). Sie kommen in allen Lebewesen außer Protozoen vor. In Eukaryoten sind sie außerhalb von Zellen in der extrazellulären Matrix lokalisiert, die sie im aktivierten Zustand abbauen können. Dies ist Teil des Gewebeumbaus, der bei verschiedenen biologischen Prozessen wie der Morphogenese, Wundheilung, Angiogenese oder beim Tumorwachstum auftritt. Darüber hinaus haben MMPs weitere Funktionen bei der Prozessierung von Signalmolekülen, die das Zellverhalten steuern, wobei diese Funktion oft von einem ganzen Netzwerk von MMPs ausgeübt und gleichzeitig von körpereigenen Proteaseinhibitoren gebremst wird.
Während Bakterien und Archäen nur wenige MMP-Homologe im Genom aufweisen, finden sich bei Säugetieren bis zu zwei Dutzend. Beim Menschen sind 23 Matrix-Metalloproteasen bekannt (Gennamen MMP1 bis MMP28). Mutationen in drei MMP-Genen können die Ursache für seltene Erbkrankheiten sein: Torg-Winchester-Syndrom, eine spezielle Form der Osteolyse (MMP2); zwei Dysplasie-Formen (MMP13); und ein Zahnschmelzbildungsdefekt (MMP20).
MMPs enthalten neben der Peptidasedomäne, die ein Metallion (meist Zink, Zn++) bindet, eine oder mehrere Hämopexin- oder Vitronectin-Domänen, die dem Enzym bei der Verankerung in der extrazellulären Matrix oder Zellmembran helfen. Außerdem haben sie stets eine calciumbindende Domäne, die für die Aktivierung notwendig ist. Sie gehören zur Unterfamilie M10A in der MEROPS-Systematik der Peptidasen.
Matrix-Metalloproteasen sind hauptverantwortlich für die Zersetzung gesunden Gewebes durch maligne Tumorzellen.